# Oda Meissenska
Oda ali Ode Meissenska (staro visokonemško Uta ali Ute, nemško Oda von Meißen, poljsko Oda Miśnieńska) je bila saška grofica iz Ekkehardinske dinastije, poročena z vojvodom Poljanov in bodočim prvim poljskim kraljem Boleslavom I. Hrabrim, * okoli 996, † 31. oktober ali 13. november po 1025.
Oda je bila Boleslavova četrta in zadnja žena. 
Dinastija Ekkehardiner je bila pod Otonom III., cesarjem Svetega rimskega cesarstva, med najvplivnejšimi v  Svetem rimske cesarstvu. Po smrti Otona III. je pri njegovem nasledniku Henriku II. poskušala ohraniti svoj položaj vladajočih meissenskih grofov. Da bi to dosegli, so iskali tesen odnos s sosednjim poljskim vladarjem Boleslavom I. Hrabrim, najmočnejšim prijateljem in zaveznikom Svetega rimskega cesarstva. Po izbruhu spopada med Henrikom II. in Boleslavom I. leta 1002 so obrnili stran in sodelovali v pohodih proti poljskemu vladarju. Ko je mir v Bautzenu leta 1018 končal spopad, je Odina poroka z Boleslavom I. služila za utrjevanje sporazuma.